# 川俣町中央公民館
川俣町中央公民館（かわまたまちちゅうおうこうみんかん）は、福島県伊達郡川俣町にある多目的ホールである。

## 概要
1981年開館。ホールを備えた大小9箇所の研修室及び図書室が設けられている。
公民館を名乗っているが、座席数1,298席を有する多目的ホールである。これは、近隣の二本松市民会館（1,218席）や福島市公会堂（1,273席）より大きい。
町が主催するものを中心として、音楽、演劇、公演等、各種行事に活用されている。
特に、毎年10月に開催されるコスキン・エン・ハポンは町をあげてのイベントであり、国内最大のフォルクローレ・フェスティバルとなっている。詳細は、コスキン・エン・ハポンを参照。

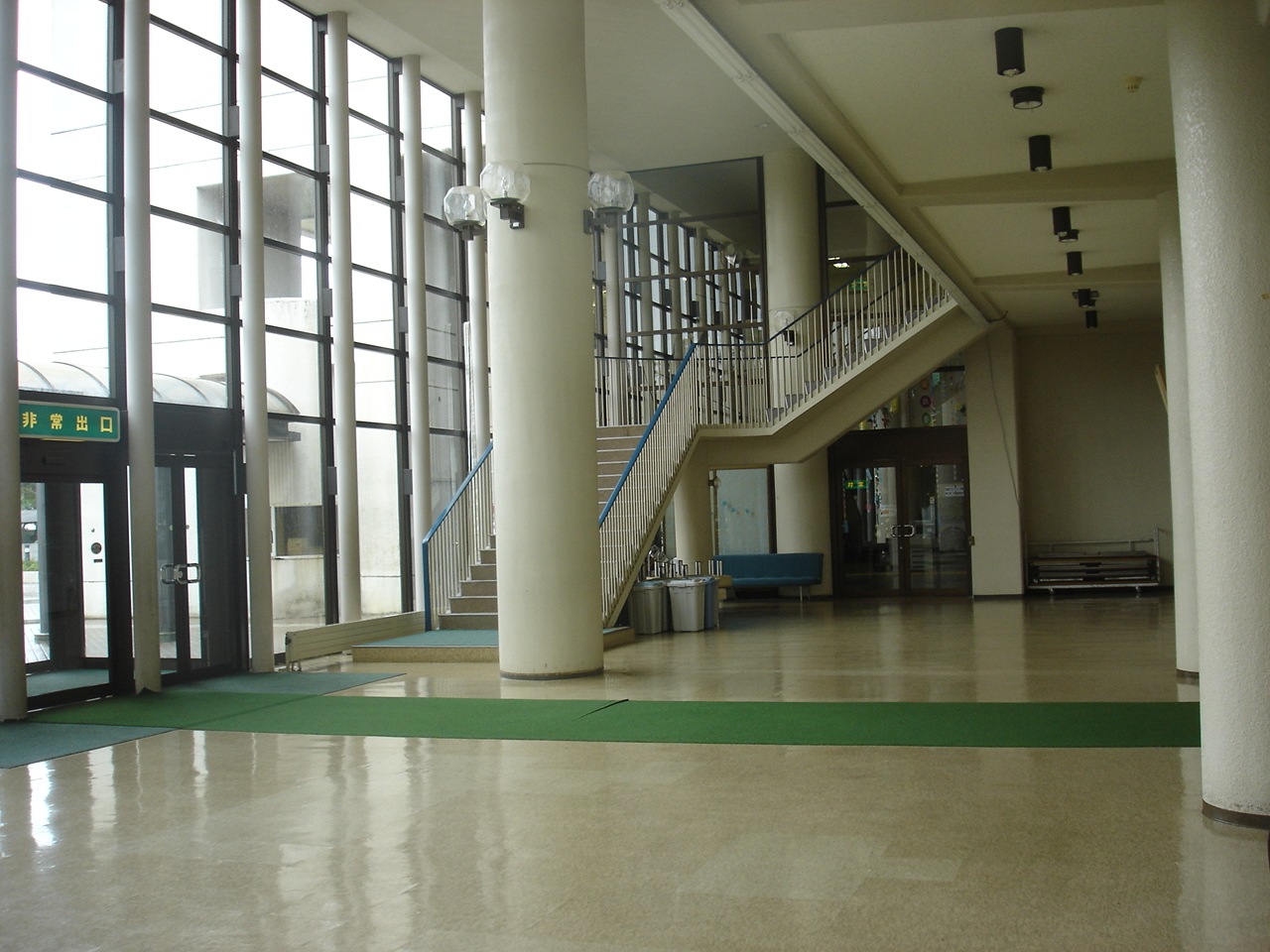
ホワイエ

## アクセス
- JRバス東北・福島交通のバスで川俣役場前下車、すぐ。
- 駐車場が136台分確保されており、車での来場も可能。
- 東日本旅客鉄道（JR東日本）東北本線松川駅からは約13km。

## その他
- 2011年3月11日から2016年11月13日の期間、東日本大震災の発生に伴い、役場機能が移転、一部使用が制限されていた。